# Миндель
Миндель (нем. Mindel) — река в Германии, протекает по Швабии (земля Бавария). Правый приток Дуная. Речной индекс 116. Площадь бассейна составляет 962,25 км². Длина реки 80,70 км. Высота истока 760 м Высота устья 430 м.
Истоки Минделя находятся в регионе Алльгой (юго-западная Бавария) западнее Кауфбойрена, далее река протекает преимущественно в северном направлении, после чего река впадает в Дунай на территории Гундреммингена.
Река дала название раннеплейстоценовому миндельскому оледенению Альп и межледниковым периодам Гюнц-Миндель и Миндель-Рисс.